# Bengt Djurberg

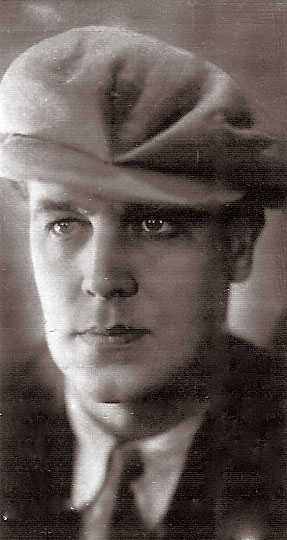
Bengt Djurberg hacia 1930

Bengt Djurberg (Estocolmo, 23 de julio de 1898-ibidem, 2 de noviembre de 1941) fue un actor y cantante sueco.

## Biografía
Su nombre completo era Bengt Ludvig Djurberg, y nació en Estocolmo, Suecia, siendo su padre el médico Fredrik Vilhelm Djurberg, y su hermana la actriz Barbro Djurberg, que estuvo casada con el también actor Arnold Sjöstrand. 
Djurberg estudió arte dramático con Maria Schildknecht, y en 1916 ingresó en la escuela del Teatro Dramaten. Tras sus estudios actuó en teatros de Turku y Helsinki y, de nuevo en Suecia, actuó en los teatros Blancheteatern, Komediteatern, Nya Intima teatern, Folkan y Dramaten. Debutó en el cine en 1919 con la cinta de Mauritz Stiller Sången om den eldröda blomman, actuando en más de 25 producciones cinematográficas, entre las cuales hubo dos películas noruegas mudas, Trollälgen y Cafe X.
Bengt Djurberg falleció en Estocolmo en el año 1941, a causa de un cáncer. Tenía 43 años de edad. Había estado casado con la actriz Alli Halling entre 1931 y 1938. Fue enterrado en el Cementerio Norra begravningsplatsen de Estocolmo.

## Filmografía
- 1919 : Sången om den eldröda blomman
- 1923 : Johan Ulfstjerna
- 1925 : Karl XII
- 1925 : Karl XII del II
- 1925 : Ingmarsarvet
- 1926 : Ebberöds bank
- 1927 : Trollälgen
- 1927 : Gustaf Wasa del II
- 1928 : Cafe X
- 1929 : Smid medan järnet är varmt
- 1929 : Hjärtats triumf
- 1929 : Den starkaste
- 1930 : Fridas visor
- 1930 : Den gamla gården
- 1931 : En kärleksnatt vid Öresund
- 1931 : Skepparkärlek
- 1932 : Vi som går köksvägen
- 1932 : Pojkarna på Storholmen
- 1933 : Bomans pojke
- 1933 : Två man om en änka
- 1935 : Ebberöds bank
- 1936 : 33.333
- 1936 : Familjen som var en karusell
- 1937 : Katt över vägen
- 1937 : Skicka hem nr. 7
- 1937 : John Ericsson - segraren vid Hampton Roads
- 1939 : Sjöcharmörer
- 1939 : Mot nya tider
- 1939 : Filmen om Emelie Högqvist
- 1940 : Hanna i societén
- 1940 : Kronans käcka gossar

## Teatro
- 1920 : Kiki, de André Picard, dirección de Ernst Eklund, Blancheteatern[6]
- 1921 : Det levande liket, de León Tolstói, dirección de Alexander Moissi, Blancheteatern[7]
- 1921 : Askungen, de Ludvig Brandstrup, dirección de Arthur Natorp, Blancheteatern[8]
- 1922 : Madame Sherry, de Hugo Felix, Maurice Ordonneau y Benno Jacobson, dirección de Ernst Eklund, Blancheteatern[9]
- 1922 : La tía de Carlos, de Brandon Thomas, dirección de Elis Ellis, Blancheteatern[10]
- 1922 : Lulu, de Frank Wedekind, dirección de Maria Orska, Blancheteatern[11]
- 1922 : Riddar Blåskäggs åttonde hustru, de Alfred Savoir, dirección de Olof Molander, Dramaten
- 1922 : Äventyret, de Gaston Arman de Caillavet y Robert de Flers, dirección de Karl Hedberg, Dramaten
- 1923 : Din nästas fästmö, de Adelaide Matthews y Anne Nichols, dirección de Ernst Eklund, Blancheteatern[12]
- 1923 : Rika morbror, de August Blanche, dirección de Albert Ståhl, Blancheteatern[13]
- 1924 : Portiern på Maxim, de Charles-Anatole Le Querrec, Gustave Quinson y Henri Geroule, dirección de Ernst Eklund, Blancheteatern[14]
- 1924 : Dulcie, de George S. Kaufman y Marc Connelly, dirección de Einar Fröberg, Komediteatern[15]
- 1924 : Kungens amour, de Brita von Horn, dirección de Mathias Taube, Komediteatern[16][17]
- 1925 : Mr Pim tittar in, de A.A. Milne, dirección de Mathias Taube, Blancheteatern[18]
- 1929 : Brevet, de William Somerset Maugham, dirección de Harry Roeck-Hansen, Blancheteatern[19]
- 1930 : Krasch, de Erik Lindorm, dirección de Sigurd Wallén, Folkan[20]
- 1931 : 33.333, de Algot Sandberg, dirección de Sigurd Wallén, Folkan[21]

## Discografía
- Dansen på Frösö. Vals av Sven Landahl - Sverker Ahde, Sylvains populärorkester, Odeon, 1930.
- Stjärneblänk. Vals av Sven Landahl - Sverker Ahde, Sylvains populärorkester, Odeon, 1930.
- Souvenir (En liten bunt med små biljetter). Foxtrot av Sune - Karl-Ewert, Sylvains populärorkester, Odeon, 1930.
- Svunnen lycka. Vals av Sven Landahl - Sten Munthe, Odeon, 1931.
- Liksom en blå förgätmigej. Sångvals av Sven Landahl - Sverker Ahde, Odeon, 1931.
- Flickan hon dansar. Vals del film Pojkarna på Storholmen, Parlophon, 1932.
- Hos den vackraste flickan jag sett. Vals av E. Alqvist, Parlophon, 1932.
- Eko, vill du svara mej. Duett med Tutta Rolf. Vals av G. Enders - Nils Georg ur filmen Vi som går köksvägen, Odeon, 1933.
- Min första vals med Ann-Marie. Vals av Emil Eriksson, Odeon, 1933.